# Södra Gäddtjärnen, Värmland
Södra Gäddtjärnen är en sjö i Karlskoga kommun i Värmland och ingår i Göta älvs huvudavrinningsområde.